# إدوارد ثيودور نيويل
إدوارد ثيودور نيويل (بالإنجليزية: Edward Theodore Newell)‏ هو مؤرخ أمريكي، ولد في 1886 في كينوشا في الولايات المتحدة، وتوفي في 1941.